# Anoectomychus
Anoectomychus is een geslacht van vlinders van de familie spanners (Geometridae), uit de onderfamilie Ennominae.

## Soorten
- A. eutoeodes (Prout, 1934)
- A. lautipars (Prout, 1927)
- A. pudens (Swinhoe, 1904)